# ダイアナ・エクストラバガンザ
ダイアナ・エクストラバガンザ（本名：土谷 勇輔（つちや ゆうすけ）、1975年12月18日 - ）は、日本のドラァグクイーン、女装家である。大阪府大阪市生野区出身。関西大学文学部中退。

## 人物
「華やかに、軽やかに」をキャッチフレーズに女装家として活動する一方、銀座の高級クラブでホステスとして勤務。
芸名の「エクストラバガンザ」は洋種のツバキ科の花「エクストラ・バガンザ」とLGBTの伝説的な活動家である「ヘクター・エクストラバガンザ」に由来。また、本名の読みは2016年2月5日放送のバラいろダンディで、漢字は2018年11月11日放送の行列のできる法律相談所で明かした。
マツコ・デラックスやミッツ・マングローブと友人であり、テレビにはコンビやトリオで出演することが多い。
自他ともに「大学は相撲部出身」とネタにしているが、体育の授業で選択しただけである（履修登録の日に登校せず、後日登録に行ったところ、その時点で登録できるのが相撲のみだったため）。しかもほとんど出席せず、単位も落としたという。
2011年1月1日のMXテレビ開局15周年特別番組「輝け!おママ対抗歌合戦 第2回グランドチャンピオン大会」（5時に夢中!スペシャル）に出演し、ペギー・マーチの「忘れないわ」を熱唱した。
話し方や声質が田中康夫に似ていると言われたことがあり、はるな愛からは「関西弁での話し方が落研みたい」とツッコまれていた。

## 出演番組
- 即決!ワケありネェさんEX（2011年4月18日 - 2012年3月19日、フジテレビ 登龍門）- レギュラー
- 5時に夢中!（2012年6月6日・2013年3月8日・9月11日・2023年12月11日・2025年8月11日・8月15日、TOKYO MX） - ゲスト出演
  - 2013年3月8日は田原総一朗、2013年9月11日は中村うさぎ（当時水曜コメンテーター）・2023年12月11日は若林史江（月曜コメンテーター）・2025年8月11日はマツコ・デラックス（月曜コメンテーター） の代打出演[1][2]
  - 2025年8月15日はTOKYO MX 開局30周年特番 祝!放送5000回記念 5時に夢中!万博にスペシャルゲストとして出演[3]
    - 夢中にサンデー!（2012年6月10日 - 2013年9月27日） - レギュラー
    - 輝け!おママ対抗歌合戦 - 2010年の第3回以降レギュラー
- ほんとに私らでええのんかしら（sora x niwa FM） - 毎週木曜日レギュラー
- DON!（2011年2月8日・3月22日、日本テレビ）
- マツコの秘密の休日（2011年5月18日、フジテレビ）
- JOSO-TV（2011年6月5日・2012年11月2日、フジテレビ）
- ライオンのごきげんよう（2011年8月23日、フジテレビ）
- さんまのホントの恋のかま騒ぎ（2011年8月23日・2012年8月18日・2013年8月23日、TBS）
- リンカーン（2011年9月6日、TBS）
- クイズ☆タレント名鑑（2011年11月27日、TBS）
- サンデージャポン（2011年11月27日 - 、TBS） - 不定期出演
- 浜ちゃんの芸能界一斉捜査　正月からお前ら調子乗ってんのかSP（2012年1月2日、日本テレビ）
- さんまの新春早々!ホントの恋のかま騒ぎ（2012年1月3日、TBS）
- くりぃむクイズ ミラクル9（テレビ朝日） - 不定期出演
- ニッポン・ダンディ（2013年10月4日 - 2014年3月28日、TOKYO MX） - 毎週金曜日レギュラー
- バラいろダンディ（2014年4月4日 - 、TOKYO MX） - 曜日不定期出演
- 行列のできる法律相談所（2015年7月12日、日本テレビ）